# Lasioglossum saegeri
Lasioglossum saegeri är en biart som beskrevs av Gregory B. Pauly 1981. Lasioglossum saegeri ingår i släktet smalbin, och familjen vägbin. Inga underarter finns listade i Catalogue of Life.